# Лефковиц, Роберт
Роберт Джозеф Лефковиц (англ. Robert Joseph Lefkowitz; род. 15 апреля 1943, Бронкс, Нью-Йорк) — американский медик, член НАН США (1988), лауреат Нобелевской премии по химии за 2012 год.
Удостоен Национальной научной медали (2007).

## Биография
Единственный ребёнок в семье Макса и Розы Лефковиц, происходивших из семей еврейских эмигрантов из Польши. Отец работал бухгалтером в Швейном квартале Нью-Йорка.
Обучался в Колумбийском колледже Колумбийского университета, где в 1962 году получил степень бакалавра искусств. В 1966 году окончил Колледж терапевтов и хирургов при Колумбийском университете. После прохождения в том же колледже интернатуры и годичной ординатуры, с 1968 по 1970 год занимал должность научного сотрудника в институте NIH.
С 1970 по 1973 год работал в Massachusetts General Hospital. Там же окончил ординатуру и клиническую подготовку в области сердечно-сосудистых заболеваний. В 1973 году получил должность адъюнкт-профессора медицины и старшего преподавателя биохимии в Больнице университета Дьюка. В 1977 году стал профессором медицины. Ныне также является профессором биохимии. В 1973—1976 годах исследователь Американской кардиологической ассоциации. С 1976 года числится в Медицинском институте Говарда Хьюза.
Областью исследований Лефковица является изучение биологии рецепторов и преобразования сигналов. Наиболее известными его работами является подробное описание последовательности, структуры и функциональности β-адренергических и родственных им рецепторов, а также открытие и описание двух видов регулирующих их белков: GRK-киназ и β-аррестинов. В середине 1980-х годов Лефковицу в сотрудничестве с коллегами удалось клонировать ген, отвечающий за работу β-адренергического рецептора. Вскоре после этого его научной группе удалось клонировать гены для восьми других адренергических рецепторов (адренорецепторы и рецепторы норадреналина). Эти эксперименты показали, что рецепторы, содержащие β-адренергические рецепторы, имеют очень схожую молекулярную структуру. На сегодняшний день у человека открыто около 1000 рецепторов этого типа. Все они используют схожий механизм, что позволяет наиболее эффективно их «таргетировать». Так, от 30 до 50 % лекарственных препаратов, отпускаемых по рецепту, являются своего рода «ключами» для таких рецепторов-«замков». На сегодняшний день Лефковиц является одним из наиболее цитируемых специалистов в области биологии, биохимии, фармакологии, токсикологии и клинической медицины.
Член Американской академии искусств и наук (1988).
В 2016 году подписал письмо с призывом к Greenpeace, Организации Объединенных Наций и правительствам всего мира прекратить борьбу с генетически модифицированными организмами (ГМО).
Первым браком (1963) был женат на Арне Лефковиц (урождённой Горнштейн); сыновья Дэвид, Ноа и Джошуа; дочери Мара и Шерил.
Вторым браком (1991) женат на Лин Тилли Лефковиц.

## Награды и отличия
- 1978 — Passano Young Scientist Award[нем.]
- 1978 — John J. Abel Award[нем.]
- 1988 — Международная премия Гайрднера[12]
- 1992 — Премия корпорации «Бристол-Майерс Скуибб»[англ.][13]
- 2001 — Pasarow Award[нем.]
- 2001 — Fred Conrad Koch Award[нем.]
- 2001 — Медаль Джесси Стивенсон-Коваленко НАН США[14]
- 2003 — Grand Prix scientifique de la Fondation Lefoulon-Delalande[англ.][15]
- 2003 — Endocrine Regulation Prize[нем.]
- 2006 — George M. Kober Lectureship[нем.]
- 2007 — Премия медицинского центра Олбани по медицине[16]
- 2007 — Премия Шао по медицине и биологии, «За непрестанные исследования главной рецепторной системы, отвечающей за реакцию клеток и органов на лекарственные вещества и гормоны.»[17]
- 2007 — Национальная научная медаль США, «For his discovery of the seven transmembrane receptors, deemed the largest, most versatile, and most therapeutically accessible receptor signaling system, and for describing the general mechanism of their regulation, influencing all fields of medical practice»[18][19][20][21]
- 2009 — премия Американской ассоциации сердца[22]
- 2009 — BBVA Foundation Frontiers of Knowledge Award[23]
- 2011 — George M. Kober Medal[нем.]
- 2012 — Нобелевская премия по химии совместно с Брайаном Кобилкой, «За исследования рецепторов, связанных с G-белками.»[24]